# Interludio (film 1957)
Interludio (Interlude) è un film del 1957 diretto da Douglas Sirk che ha come interpreti principali June Allyson e Rossano Brazzi.
È il remake di Vigilia d'amore, un film diretto da John M. Stahl nel 1939.

## Trama
Helen si trasferisce a Monaco di Baviera dagli Stati Uniti, qui conosce Morley che la corteggia ma lei si innamora di Tonio Fischer, un noto direttore d'orchestra.
La loro relazione risulta da subito difficile: lui è infelicemente sposato con Reni, una donna che soffre di nervi e per questo Helen preferirebbe troncare la relazione.
Tonio la fa desistere ma quando la moglie scopre la loro storia e tenta il suicidio sarà proprio Helen a salvarla.
Helen affronta Tonio ma questa volta rimane ferma sulle sue convinzioni e lascia Monaco assieme a Morley che ha capito di amare.